# Barong (espada)

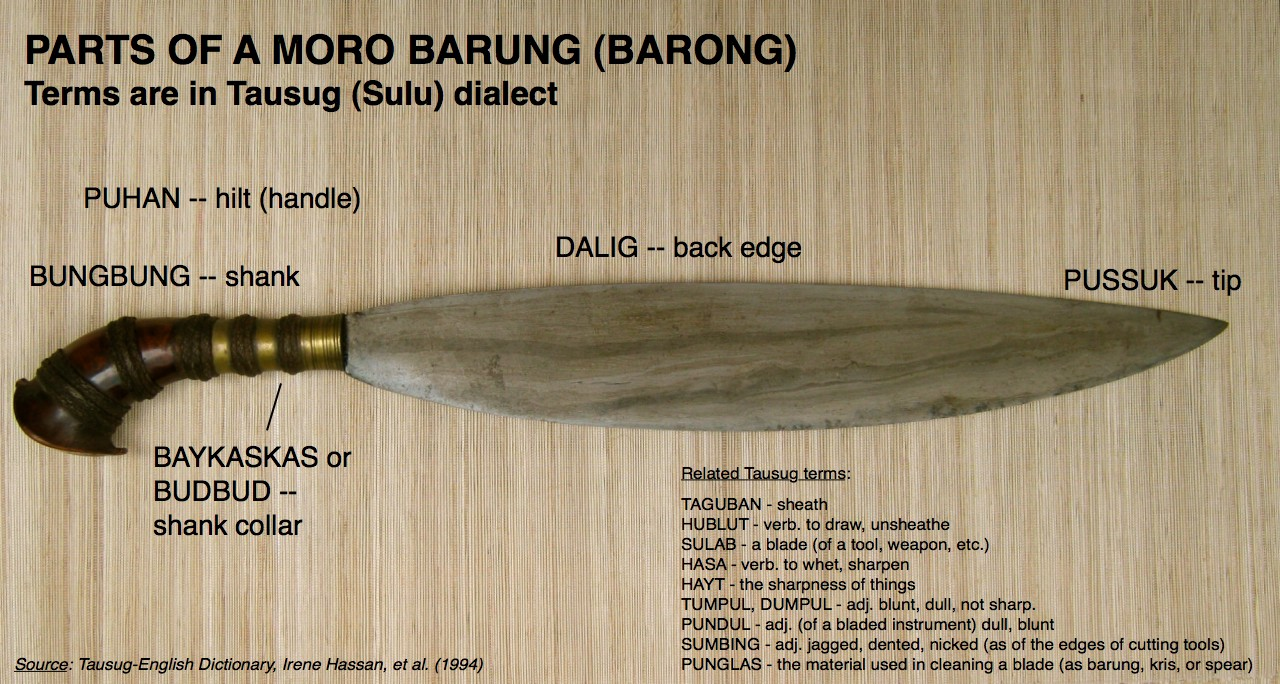
Partes de una espada barung.

El Barong (escrito también como barung), es un arma en forma de cuchillo que consiste de una hoja corta y ancha, con forma de hoja de un solo filo, considerado como el arma nacional de los Tausugs es decir de los Moros de la isla de Sulu al sur de Filipinas. El Barung consiste de hojas gruesas y fuertes con un peso para ayudar en la capacidad del corte de la espada. La longitud de la hoja del Barong tiene un rango de 8 a 22 pulgadas (20 a 56 cm). Más reciente de las palas por el contrario, tienden a ser más largas de 18 a 22 pulgadas (46 a 56 cm). Los patrones de Damasco también son a veces evidentes, pero otra vez más a menudo no tan controlado como el kris malayo para conocer más ampliamente. 
La mayor parte de ellas eran fabricadas de plata (a veces de metal), de una manga y lacado de anillos de fibra trenzada que se encuentran en la parte superior. Además consisten de empuñaduras hechas de marfil, cuerno de carabao o de ébano de Filipinas. De clase baja los barung que luchaban durante las batallas, estas armas tenían mangos menos elaboradas y eran más pequeños en tamaño. 
El motivo más común es el pomo de la cacatúa (aunque hay excepciones como los naga, motivo de la serpiente), con un casquillo metálico largo (generalmente de plata, aunque a veces hechas de cobre, latón, swaasa, y en particular en WW2 aluminio, fabricadas por los barongs durante su época que se han encontrado), tienden a ser alrededor de 8 cm (3 pulgadas) de longitud. A menudo, la férula se han hen hechos anillos trenzados de fibra natural para ayudar en el agarre. a veces estos anillos de fibra estaban encima de la férula, pero a menudo lo que parece ser una férula de metal sólido, sería hecho una serie de bandas de metal que se alternan entre las bandas de fibra.
- Datos: Q431473
- Multimedia: Barong swords / Q431473